# 2016年泰國全國羽毛球錦標賽
2016年泰國全國羽毛球錦標賽為2016年的泰國全國羽毛球锦标赛。本屆賽事於2016年11月28日至12月3日在泰國首都曼谷舉行。

## 優勝者
| 項目     | 冠軍                                | 亞軍                            | 季軍                              |
| 男子單打 | 达农沙·森颂汶素                     | 阿杜拉奇·南庫                   | 科希特·佩爾帕達布                 |
| 男子單打 | 达农沙·森颂汶素                     | 阿杜拉奇·南庫                   | 潘納維·松努阿姆                   |
| 女子單打 | 蓬帕威·磋楚翁                       | 布桑兰·恩布鲁庞                 | 蓬迪·布拉那巴碩                   |
| 女子單打 | 蓬帕威·磋楚翁                       | 布桑兰·恩布鲁庞                 | 妮查恩·金達蓬                     |
| 男子雙打 | 革德伦·吉丁努蓬 德差蓬·保乌拉努科   | 帕金·库纳-阿努维特 苏柏·宗国    | 提恩·伊斯里亞內特 基迪萨·南达什   |
| 男子雙打 | 革德伦·吉丁努蓬 德差蓬·保乌拉努科   | 帕金·库纳-阿努维特 苏柏·宗国    | 特拉武特·波提恩 南塔卡恩·耶特派頌 |
| 女子雙打 | 沙西丽·德拉达那猜 普蒂塔·素帕猜恭   | 宗功攀·吉迪特拉恭 拉温达·巴宗哉 | 查亞倪·查拉查蘭 帕泰瑪斯·門翁     |
| 女子雙打 | 沙西丽·德拉达那猜 普蒂塔·素帕猜恭   | 宗功攀·吉迪特拉恭 拉温达·巴宗哉 | 雷泰差諾·萊素安 Alisa Sapniti     |
| 混合雙打 | 德差蓬·保乌拉努科 沙西丽·德拉达那猜 | 苏柏·宗国 普蒂塔·素帕猜恭       | 尼迪蓬·潘普佩克 宗功攀·吉迪特拉恭 |
| 混合雙打 | 德差蓬·保乌拉努科 沙西丽·德拉达那猜 | 苏柏·宗国 普蒂塔·素帕猜恭       | 南塔卡恩·耶特派頌 拉溫達·巴宗哉   |